# Sasanka věncová
Sasanka věncová (Anemone coronaria, hebrejsky: מצויה כלנית, Kalanit mcuia), známá také jako Jeruzalémská sasanka, je malá sasanka z čeledi pryskyřníkovitých, pocházející z oblasti východního Středomoří. Podle botaniků se jedná o biblickou květinu, která je v Šalomounově Písni písni označena jako „lilie mezi trním.“ Dorůstá výšky 15 až 45 centimetrů. Zbarvení jejích květů, které vyrůstají jednotlivě a dosahují 3,5 až 6,5 centimetrů, se odvíjí od geologického podloží a dosahuje barev od bílé až po tmavě fialovou. Listy jsou řapíkaté.
Sasanka věncová je jednou z nejoblíbenějších izraelských dekorativních květin a patří k nejvíce exportovaným květinám.

## Galerie

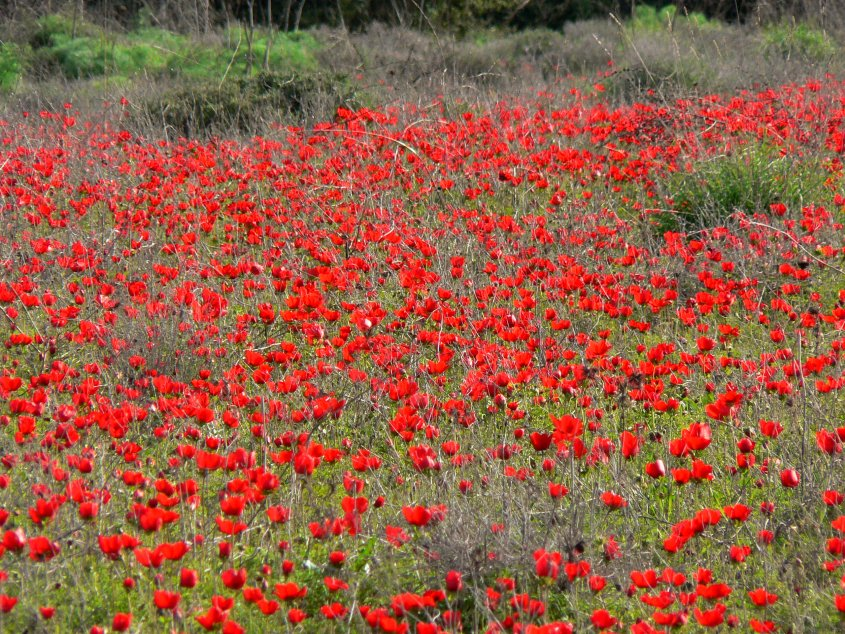
Porost sasanky věncové v Izraeli
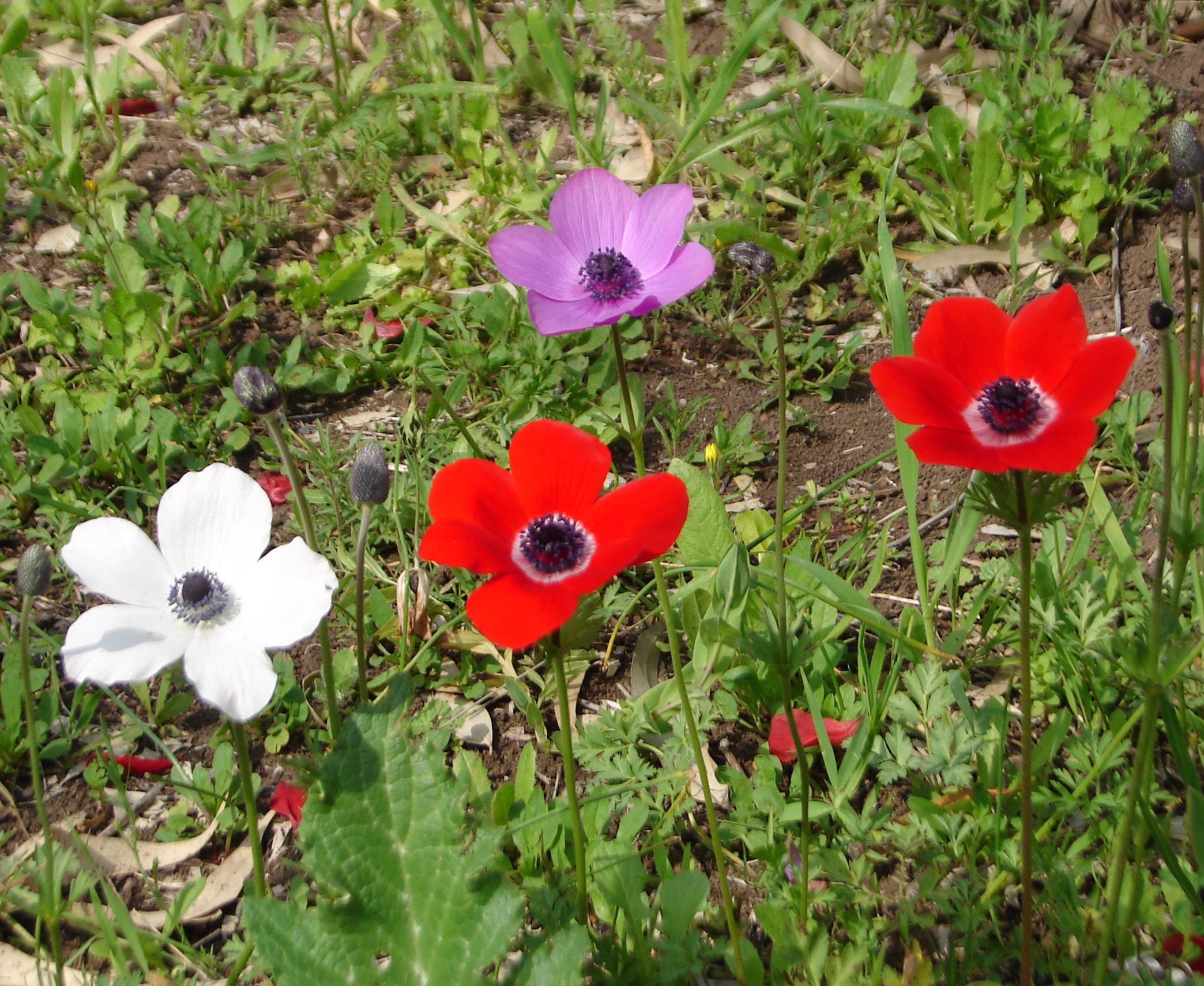
Různé barvy sasanky věncové, Izrael
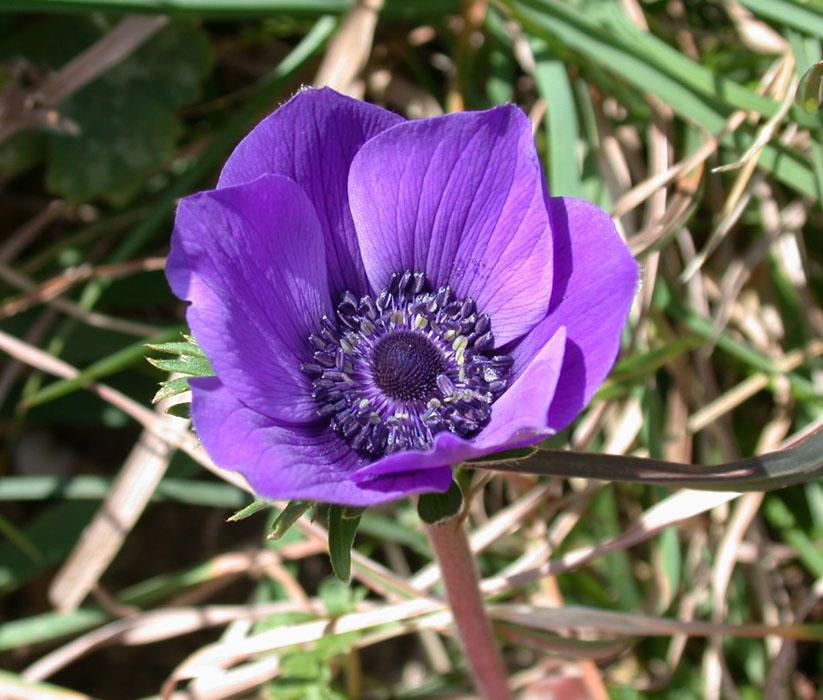
Fialové zbarvení
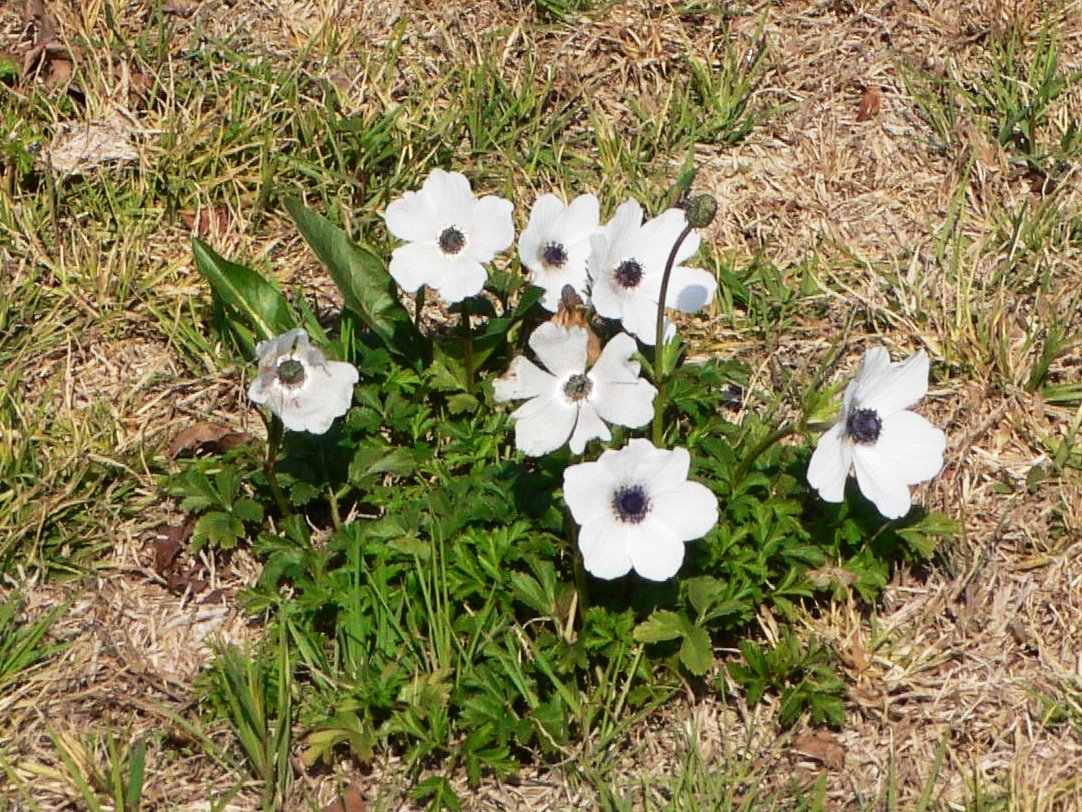
Bílé zbarvení, Izrael
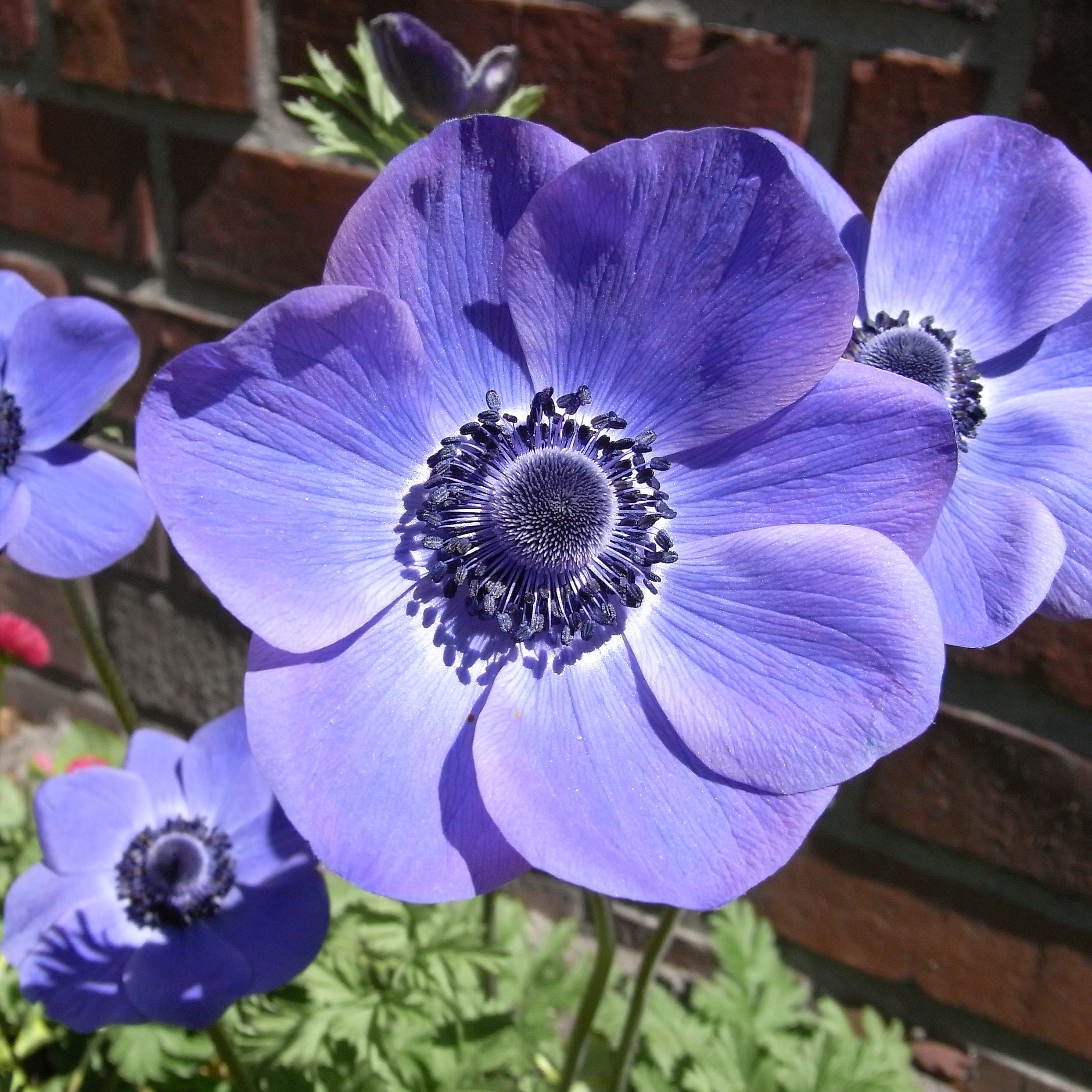
Blue
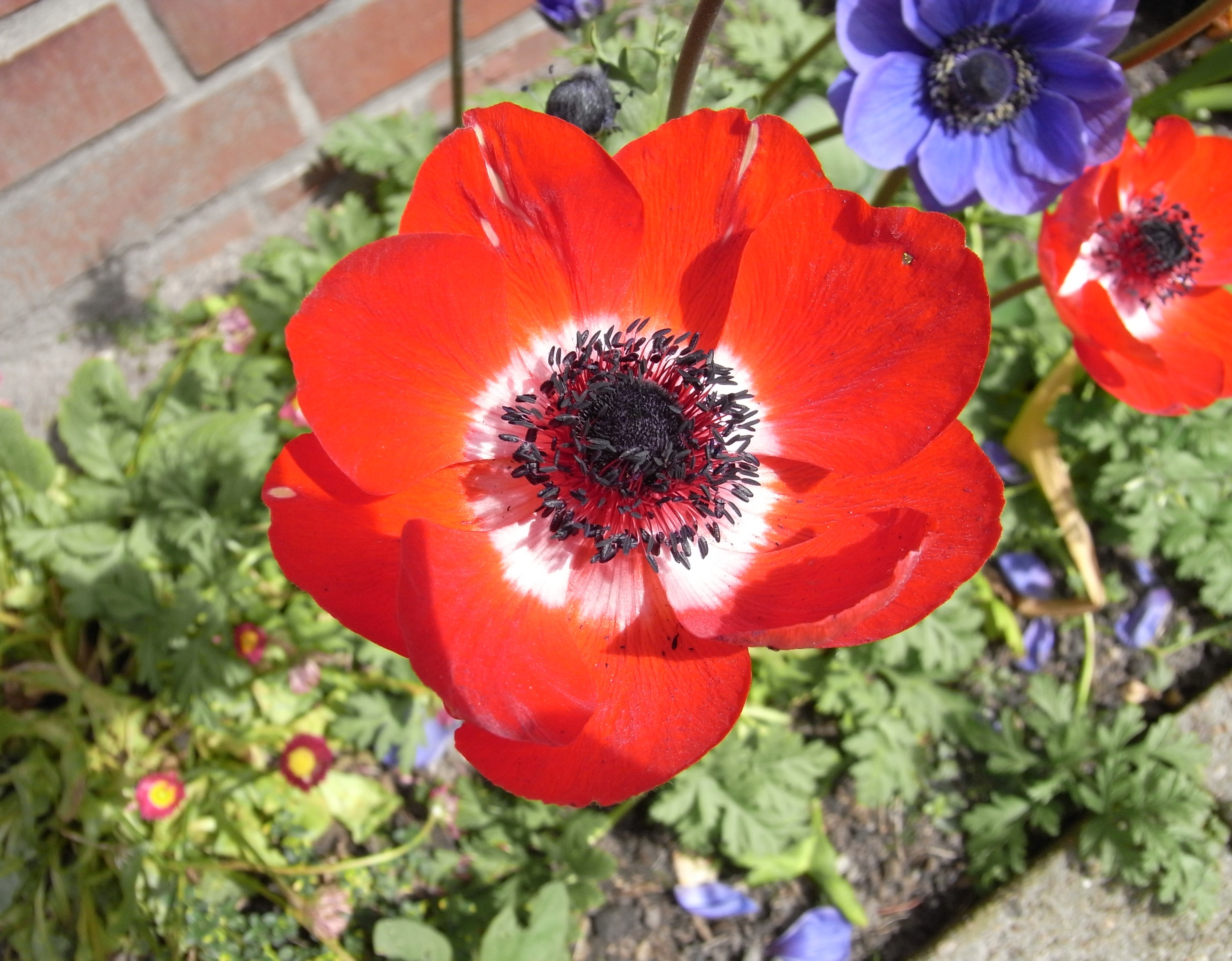
Red